# ヘンリー・トレシャム

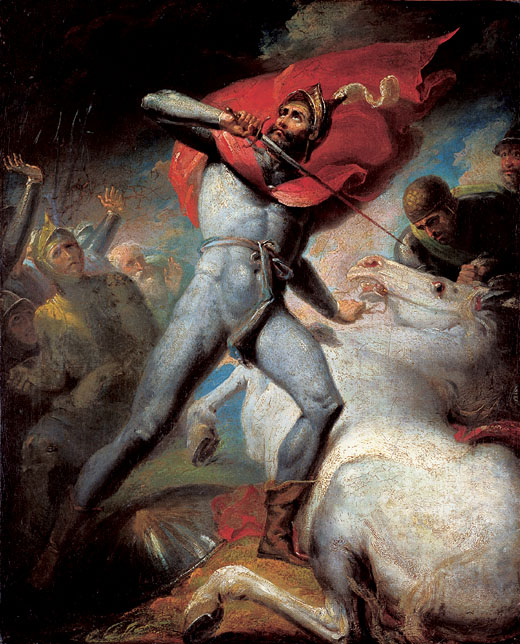
トレシャム作『タウトンの戦いの前のウォリック伯の誓い』(1797)

ヘンリー・トレシャム（Henry Tresham RA、1751年頃 – 1814年6月17日）はアイルランド生まれの歴史画家である。18世紀後半にローマやロンドンで活動した。1807年から1809年の間、ロイヤル・アカデミー・オブ・アーツの教授を務めた。

## 略歴
ダブリンで生まれた。王立ダブリン協会が後援する美術学校で W. Ennisに学んだ。1775年にロンドンに移るが、その後の15年間は主にローマで過ごした。その頃、ローマで活動していたイギリス人画家のトーマス・ジョーンズや画家で美術商のゲイヴィン・ハミルトンやトーマス・ジェンキンスらと友人になった。当時のイタリアで活動するイギリスの画家の多くと同じようにトレシャムも、イタリアの美術品を、ブリストル伯爵(Frederick Hervey, 4th Earl of Bristol)やコーダー男爵(John Campbell, 1st Baron Cawdor)のようなイギリス人収集家に仲介する仕事をした。
イタリアの彫刻家、アントニオ・カノーヴァとコーダー男爵の仲介に立って、カノーヴァは現在ヴィクトリア&アルバート博物館に収蔵されている彫刻作品をコーダー男爵の依頼で制作した。
1788年にイギリスに帰国し、当時人気のあったヘンリー・フュースリー(ヨハン・ハインリヒ・フュースリー)に似たスタイルの歴史画の大作を描き評価を得た。
1791年にロイヤル・アカデミー・オブ・アーツの準会員に選ばれ、1799年に正会員に選ばれた。正会員に選ばれた後、アカデミーの評議員が会員が平等に順番に選ばれるという規約通りに運営されていないことに異議を唱え、評議員の交代制を復活させた。1807年から1809年の間、アカデミーの教授を務めた。
18世紀末に同時代の画家たちを動員して行われた、出版社のロバート・ボイヤー（Robert Bowyer）がイギリスの歴史物語の挿絵を描かせる事業や、同じように出版者で版画家のジョン・ボイデルの、ウィリアム・シェイクスピアの戯曲の場面を描かせた絵画を版画にして出版した「ボイデル・シェイクスピア・ギャラリー」の事業、トーマス・マクリンの豪華版の挿絵付聖書の事業にも参加した。

## 関連図書
- Walch, Peter. "Henry Tresham. Grove Dictionary of Art. Ed. Jane Turner. London; New York: Grove/Macmillan, 1996. ISBN 1-884446-00-0. Retrieved on 29 November 2007.
- Webb, Alfred (1878). "Tresham, Henry" . A Compendium of Irish Biography. Dublin: M. H. Gill & son – via Wikisource.
- A Dictionary of British and Irish Travellers in Italy, 1701-1800, Compiled from the Brinsley Ford Archive by John Ingamells (1997)
- Dudgeon, Camphill. Henry Tresham (DNB, volume 57, 1899) pp. 202–203.